# Bioluminescence

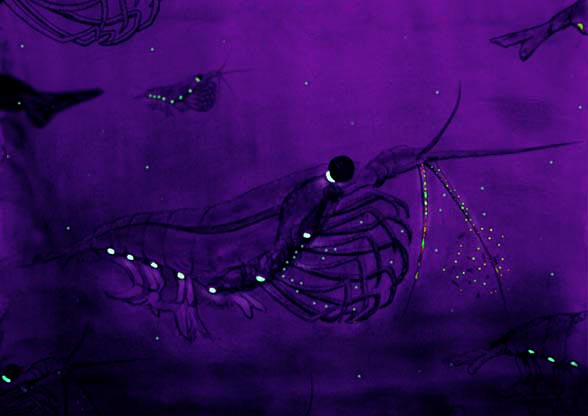
Rendu artistique d'un krill bioluminescent (aquarelle d'Uwe Kils).

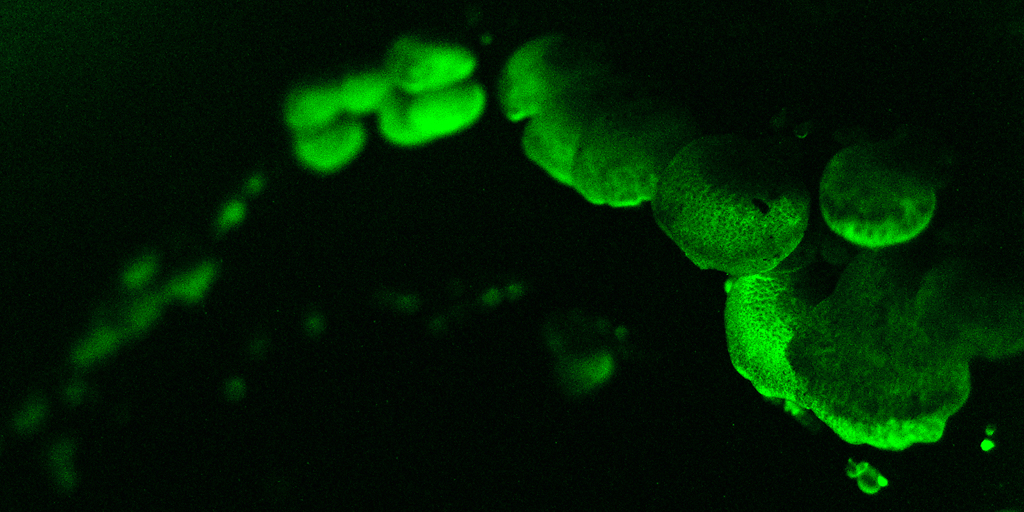
Bioluminescence du champignon Panellus stipticus.

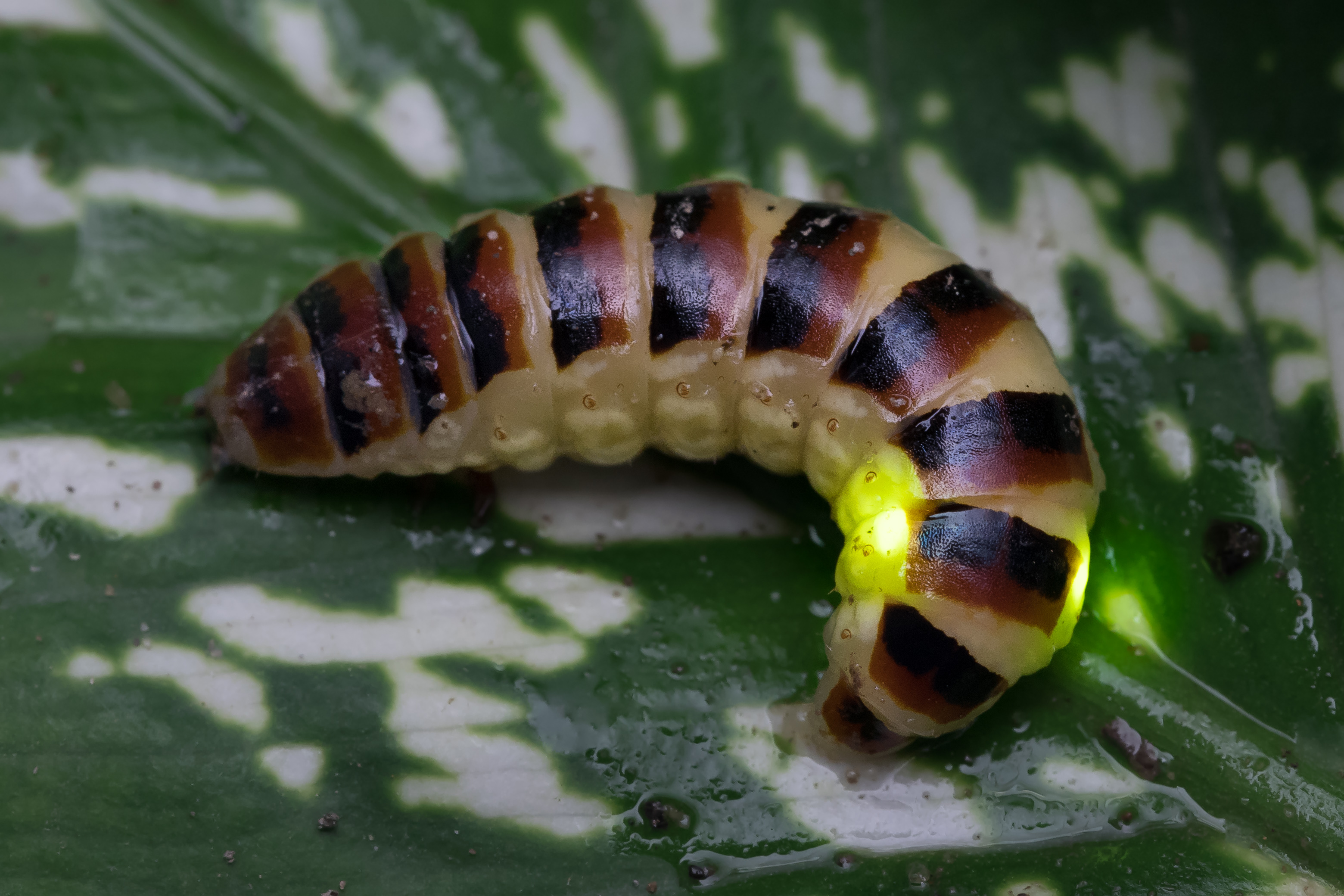
Vue rapprochée d'un coléoptère bioluminescent Elateroidea.

Panellus stipticus.

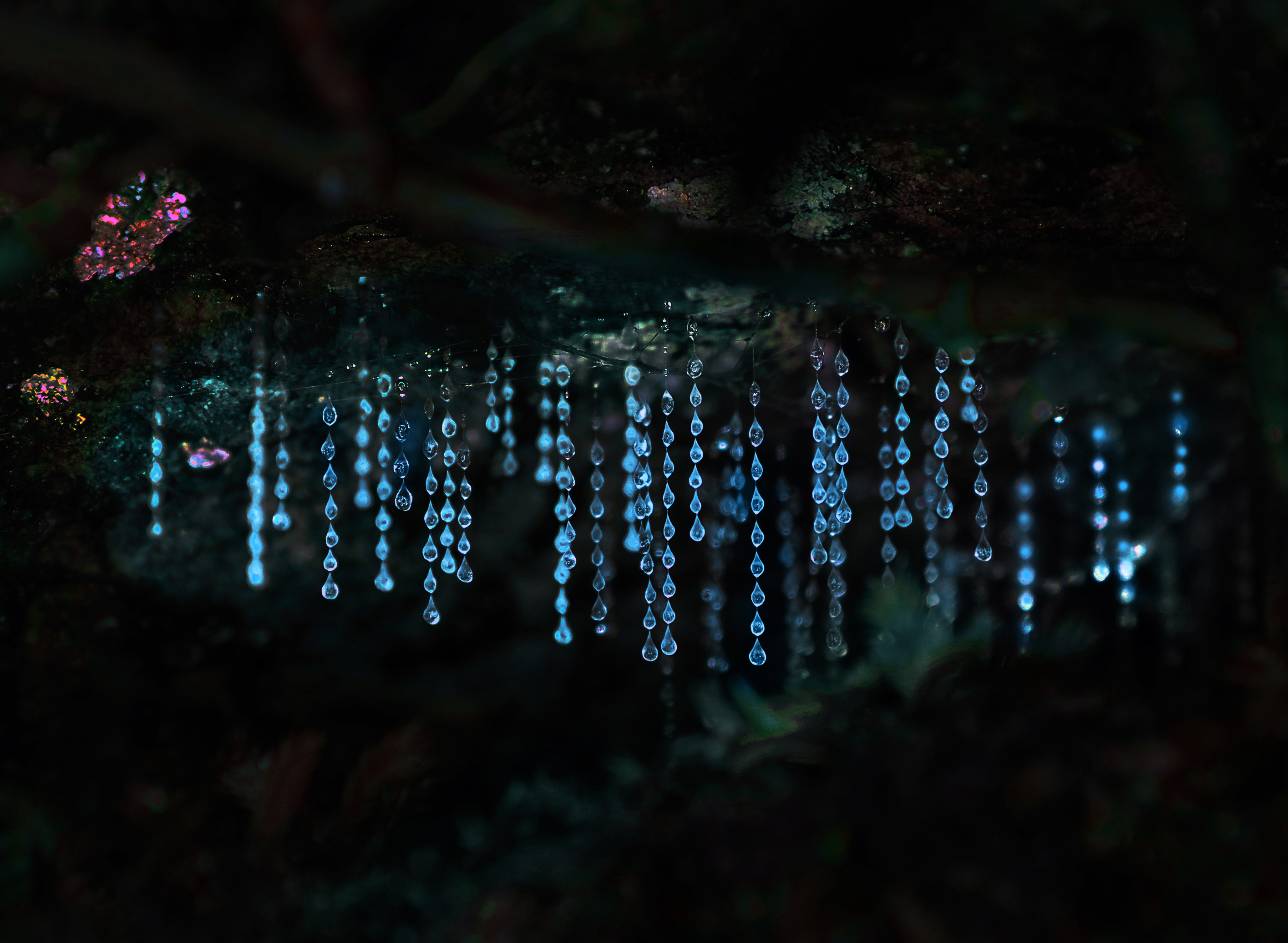
Arachnocampa richardsae

La bioluminescence est la production et l'émission de lumière par un organisme vivant via une réaction chimique au cours de laquelle l'énergie chimique est convertie en énergie lumineuse.
Le mot a pour origine le terme grec bios signifiant vie et le terme latin lumen, lumière.
La bioluminescence est une forme de luminescence, produisant une lumière dite froide car moins de 20 % de la lumière génère de la chaleur. Elle ne doit pas être confondue avec la fluorescence, la phosphorescence de la lumière émise.
La bioluminescence peut être générée par des organismes symbiotiques hébergés au sein d'un organisme plus grand. Le composé chimique à l'origine de la luminescence est la luciférine. Celle-ci émet de la lumière en s'oxydant grâce à l'intervention de la luciférase, une enzyme. La réaction chimique peut avoir lieu à l'intérieur ou à l'extérieur de la cellule. Chez les bactéries, l'expression des gènes liés à la bioluminescence est contrôlée par un opéron appelé lux operon.
Il a été montré que 76 % des organismes pélagiques sont connus pour être bioluminescents, et cela de la surface jusqu'à 4 000 m de profondeur.

## Origine

### Mécanisme
Le phénomène de la bioluminescence est un cas particulier de chimioluminescence. Il s'accomplit au cours d'une réaction chimique d'oxydation,. Chaque être vivant produit de la lumière de manière différente, mais ils suivent tous une trame commune : l'oxydation de composés organiques induit une émission de photons.
Trois acteurs principaux interviennent lors de la réaction chimique. La luciférine est le substrat oxydé en présence de dioxygène. La luciférase est une enzyme qui joue le rôle de catalyseur de la réaction,. Le substrat est parfois préalablement activé par apport d'énergie à l'aide d'ATP (cette réaction d'oxydation indirecte est, par exemple, observée chez les lucioles),.
En 2018, sept types de structures protéiques sont connues pour être impliquées dans la production de bioluminescence, les plus connues étant la luciférine et la luciférase.

### Modalités
La bioluminescence présente trois modalités : intracellulaire, extracellulaire ou via des bactéries symbiotiques.

#### Bioluminescence intracellulaire
La bioluminescence intracellulaire est générée par des cellules spécialisées du corps (appelées photocytes) de certaines espèces multicellulaires dont la lumière est émise vers l'extérieur à travers la peau ou intensifiée par des lentilles et des matériaux réfléchissants (comme les cristaux d'urate des lucioles ou les plaques de guanine de certains poissons). Ce type de bioluminescence est celle de nombreuses espèces de calmars.

#### Bioluminescence extracellulaire

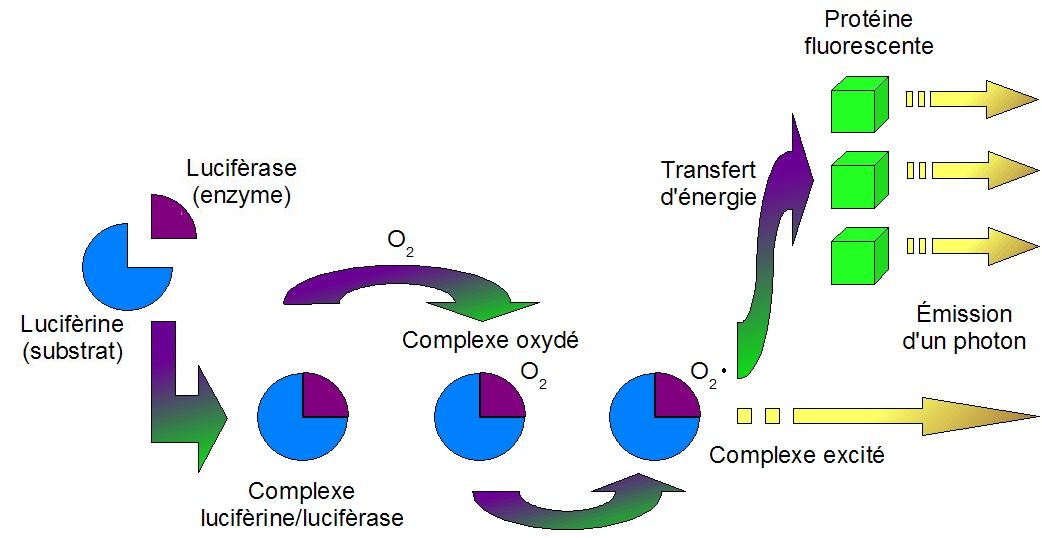
Mécanisme général des réactions de bioluminescences.

La bioluminescence extracellulaire est réalisée à partir de la réaction entre la luciférine et la luciférase, une enzyme. Une fois synthétisé, chaque composant est stocké dans des glandes de la peau ou sous celle-ci. L'expulsion et le mélange de chaque réactif à l'extérieur produit des « nuages lumineux ». Ce type de bioluminescence est commun à quelques espèces de crustacés et aux céphalopodes abyssaux.

#### Symbiose avec des bactéries luminescentes
Ce phénomène est uniquement connu chez les animaux marins comme les cténophores, les cnidaires, les vers, les mollusques, les échinodermes et les poissons. Il semble que ce soit le type de bioluminescence le plus répandu dans le règne animal.
À différents endroits du corps, les animaux disposent de petites vésicules, communément appelées photophores qui renferment des bactéries luminescentes. Certaines espèces produisent de la lumière continue dont l'intensité peut être neutralisée ou modulée au moyen de diverses structures spécialisées. Les organes lumineux sont généralement reliés au système nerveux ce qui permet à l'animal de contrôler l'émission lumineuse.

## Organismes bioluminescents

### Organismes marins
De très nombreux unicellulaires marins sont bioluminescents, notamment des bactéries du genre Vibrio qui donnent à la mer un aspect laiteux et des dinoflagellés (des microalgues de 0,2 à 2 mm de long) comme Lingulodinium polyedra qui colorent la mer en rouge le jour et en bleu flamboyant la nuit. Chez les pluricellulaires de taille supérieure à 1 cm, près de 75 % de ceux qui vivent entre 100 et 4 000 m de profondeur et 40 % des espèces benthiques produisent de la lumière.
Au moins douze embranchements comportent des espèces bioluminescentes : bactéries, myzozoa, cténophores, némertes, chaetognathes, polychètes, cnidaires, crustacés, mollusques, échinodermes, tuniciers et poissons. Les études phylogénétiques indiquent que la bioluminescence s'est développée indépendamment au moins 40 fois.
Les organismes marins émettent surtout dans le bleu et le vert, à des longueurs d'onde qui sont moins absorbées que d'autres par l'eau. Quelques rares espèces émettent dans le rouge ou l'infrarouge.

### Organismes terrestres ou d'eau douce
La bioluminescence non marine est plus rare mais présente une diversité de couleurs plus importante. Les formes de bioluminescence terrestre les plus connues sont celles des Lampyridae (vers luisants et lucioles), mais des facultés de bioluminescence ont été décrites chez d'autres insectes, des arachnides et certains champignons.
La peau des humains émet également de la lumière par bioluminescence, mais en quantité si infime (170 à 600 photons/cm2/s) qu'elle n'est perceptible que par des appareils photographiques extrêmement sensibles,.

## Fonctions
Cinq fonctions de la bioluminescence peuvent avoir présenté un avantage évolutif.

### Camouflage
Bien que cela puisse paraître paradoxal, certains poissons (ex. : la hache d'argent diaphane) ou le calmar Euprymna scolopes utilisent la bioluminescence à des fins de camouflage. En effet, à des profondeurs moyennes, les prédateurs repèrent leurs proies par en dessous, la silhouette de celles-ci se dessinant comme des ombres chinoises dans la faible lumière arrivant de la surface. Certains poissons dissimulent leur silhouette aux prédateurs situés en dessous d'eux grâce à la bioluminescence produite sur leur face ventrale, qui simule la lumière de la surface.

### Attraction

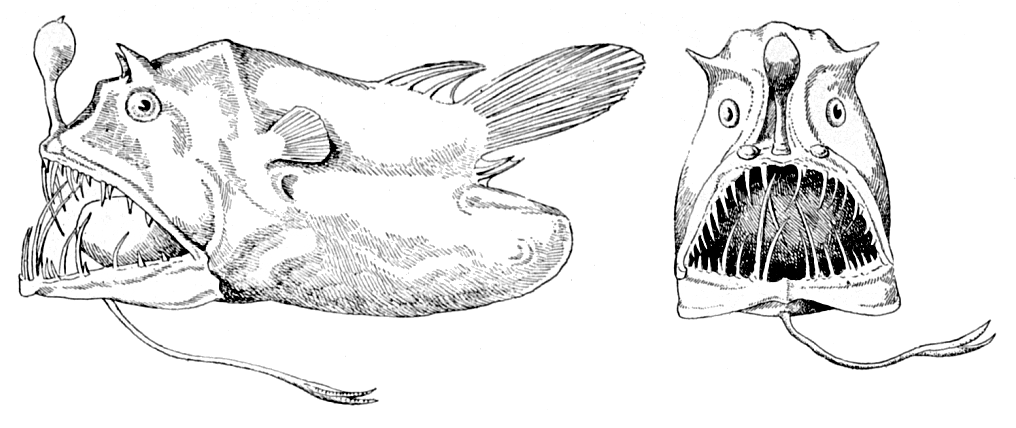
Linophryne lucifera, un poisson abyssal avec un appendice frontal bioluminescent.

La bioluminescence peut également être utilisée comme un leurre par différentes espèces abyssales comme certains lophiiformes. Un appendice lumineux ballant et s'étendant au-dessus de la tête du poisson permet ainsi d'attirer les petits animaux à une distance autorisant l'attaque. Le poisson-vipère Chauliodus macouni, qui peuple les profondeurs marines entre 1 et 2 km, possède, dans sa bouche, un organe fluorescent, qui lui permet d'attirer des proies.
L'attraction des partenaires sexuels est une autre fonction de la bioluminescence. On la trouve notamment chez les lampyres qui utilisent un flash périodique au niveau de leur abdomen pour attirer leur partenaire lors de la reproduction.
Le plancton bioluminescent, que l'on trouve dans les eaux propres, comme sur les côtes nord de Bretagne près de Saint-Malo, dans les réserves, en Corse et au sud-est de France : Porquerolles… Les micro-organismes composant le plancton utilisent la bioluminescence pour attirer les prédateurs de leurs propres prédateurs (unicellulaires ou petits crustacés). La bioluminescence est déclenchée par les mouvements de l'eau autour de ces derniers. Remuer l'eau de mer dans un endroit préservé de la pollution lumineuse permet de faire apparaître de petits points verts. Une bonne part de cette luminosité est due au phytoplancton bioluminescent (noctiluques en particulier)

### Répulsion
Certains calmars et petits crustacés — quelques espèces d'Ostracodes, par exemple — utilisent des mélanges chimiques bioluminescents (également des boues de bactéries bioluminescentes) afin de repousser les attaques des prédateurs de la même manière que beaucoup de calmars utilisent l'encre : un nuage de luminescence est expulsé déroutant ou repoussant un potentiel prédateur permettant ainsi au calmar ou au crustacé de prendre la fuite en toute sécurité. De même, le zooplancton produit des flashes de lumière par bioluminescence pour dérouter ses prédateurs.

### Communication
La bioluminescence pourrait également jouer un rôle direct dans la communication entre bactéries (voir quorum sensing). Elle induit également la symbiose entre des bactéries et une espèce hôte et pourrait jouer un rôle dans l'agrégation de colonie.

### S'éclairer
Cette fonction concerne surtout les espèces abyssales, en effet en profondeur la lumière ne passe plus ou presque plus et donc l'éclairage du champ visuel est primordial. Ainsi, l'organisme est à la fois émetteur et récepteur de sa propre lumière.
Certaines espèces, comme la baudroie abyssale de Johnson, possèdent un appendice bioluminescent en avant de la tête pour éclairer l'espace alentour.

## Applications

### Biotechnologie
La bioluminescence est la cible de nombreux domaines de recherche. L'utilisation de la luciférase est répandue en génie génétique comme gène marqueur. Elle peut par exemple jouer un rôle important dans le diagnostic de maladies ou la détection de bactéries dans un produit. En biotechnologie, la bioluminescence a permis le développement de l'ATPmétrie. En effet, la luciférase est également capable de réagir avec l'adénosine triphosphate (ou ATP). Elle permet donc de quantifier la biomasse dans un échantillon grâce à un appareil appelé luminomètre qui mesure l'intensité lumineuse. Cette méthode est souvent utilisée pour connaître le taux de contamination d'un liquide physiologique. Par exemple, dans le domaine médical on peut détecter le taux d'alcoolisme ou les maladies hépatiques car le taux d'ATP diminue, ou encore dans le domaine agro-alimentaire il est possible d'observer la présence de bactéries lors des contrôles d'hygiène et de stérilisation.
Des bactéries du genre Vibrio, qui vivent en symbiose avec de nombreux invertébrés marins comme la seiche Euprymna scolopes ou des poissons, sont un modèle expérimental clé dans l'étude des symbioses, de la détection du quorum et de la bioluminescence.

### Éclairage public
En France, de  1992 à 2012, la quantité globale de lumière émise la nuit par le seul éclairage public a augmenté de 89 %. Il y représente aujourd'hui, en 2021, 11 millions de points lumineux pour une consommation de 7 TWh, et 670 millions de kilos de CO2 émis par an. C'est près de la moitié de la consommation d’électricité des collectivités. Les potentiels d'économies d'énergies sont donc importants et l'idée de créer des plantes lumineuses afin de remplacer l'éclairage public fait partie du bouquet de solutions envisagées. Cette technologie en devenir, basée sur la greffe de gènes d’animaux tels que les lucioles ou les méduses sur des plantes, permettra de produire des éclairages plus doux dans les parcs urbains et des balisages lumineux pour les pistes cyclables tout en étant moins énergivore,.

#### Historique des plantes bioluminescentes
Les premières plantes bioluminescentes ont été développées en 1986. Il s’agissait de plantes de tabac transgéniques (Nicotiana tabacum) dans lesquelles les chercheurs ont exprimé la luciférase d’une luciole, Photinus pyralis. L’émission de lumière par une telle plante nécessite cependant un apport exogène de luciférine. 
En 2010, l’insertion de l’opéron lux (conservé chez de nombreuses bactéries bioluminescentes), dans les chloroplastes de Nicotiana tabacum a remédié à la nécessité couteuse et à la difficulté d’apport de luciférine dans l’organisme entier. Ce système a permis aux plantes transplastomiques de produire une bioluminescence visible à l’œil nu (1.3 × 106 photons/sec) ne nécessitant pas d’apport exogène de luciférine.
Un autre système de plantes bioluminescentes faisant appel à la nanotechnologie a vu le jour en 2017. Ce système implique l’incorporation de nanoparticules contenant notamment la luciférase, la luciférine et la coenzyme A dans la plante. Cette méthode a permis d’augmenter l’intensité de la lumière émise par les plantes (jusqu’à 1.44 × 1012 photons/sec) mais avec un temps de luminescence limité.
En 2020,, c’est un système originellement retrouvé dans les champignons bioluminescents comme Neonothopanus nambi qui a été intégré dans le génome des plantes. Cette fois-ci, les gènes transférés sont ceux impliqués dans la voie de bioluminescence fongique (FBP), dont fait partie le cycle de l’acide caféique. L’acide caféique est une molécule naturellement présente dans les plantes qui peut être convertie en luciférine par la voie de bioluminescence de N. nambi. 

### Filmographie
- Sir David Attenborough, Brillantes espèces, documentaire de la société Terra mater, réalisé par Joe Loncraine en 51 min, diffusé sur France 5, 14 septembre 2016.

#### Bases de données et dictionnaires
- Ressource relative à la recherche :   - JSTOR
- Notices dans des dictionnaires ou encyclopédies généralistes :   - Britannica
  - Den Store Danske Encyklopædi
  - Gran Enciclopèdia Catalana
  - Hrvatska Enciklopedija
  - Store norske leksikon
- Notices d'autorité :   - LCCN
  - GND
  - Japon
  - Israël
  - Tchéquie